# Groesbeck (Texas)
Groesbeck é uma cidade localizada no estado norte-americano de Texas, no Condado de Limestone.

## Demografia
Segundo o censo norte-americano de 2000, a sua população era de 4291 habitantes.
Em 2006, foi estimada uma população de 4358, um aumento de 67 (1.6%).

## Geografia
De acordo com o United States Census Bureau tem uma área de
9,7 km², dos quais 9,7 km² cobertos por terra e 0,0 km² cobertos por água. Groesbeck localiza-se a aproximadamente 127 m acima do nível do mar.

## Localidades na vizinhança
O diagrama seguinte representa as localidades num raio de 28 km ao redor de Groesbeck.